# Sulzheim (Bajorország)
Sulzheim település Németországban, azon belül Bajorországban. Lakosainak száma 2031 fő (2023. december 31.).

## Népesség
A település népessége az elmúlt években az alábbi módon változott:
| Lakosok száma | 350  | 692  | 1271 | 1764 | 1990 | 2045 | 1996 | 2028 | 2034 | 2031 |
|               | 1875 | 1950 | 1975 | 1987 | 2012 | 2014 | 2016 | 2017 | 2021 | 2023 |